# Thomas Hardy (festő)
Thomas Hardy (Derbyshire, 1756/57–1804) angol portréfestő. 

## Élete
Hardy hátteréről, életéről és karrierjéről nem sokat tudni. 1778 végén iratkozott be a Királyi Akadémiára, ahol a feljegyzések szerint előző év júniusában lett 21 éves. 1778 és 1798 között mintegy 31 festményt állított ki a Királyi Akadémián – gyakorlatilag az összes portrét – és négy portrét a Művészek Társaságának 1790-es kiállításán.
Modellt az 1790-es években Londonban aktív zenei figurák ültek neki. Portréfestményeinek nagy részét John Bland (1750–1840) brit zeneműkiadó számára festette. Úgy tűnik, hogy Bland akkori több vezető zenészéről készíttetett olajportrékat Hardyval – bár az ezzel kapcsolatos részletek bizonytalanok – és az ezek alapján készült metszeteket közzétette.

### Festményei

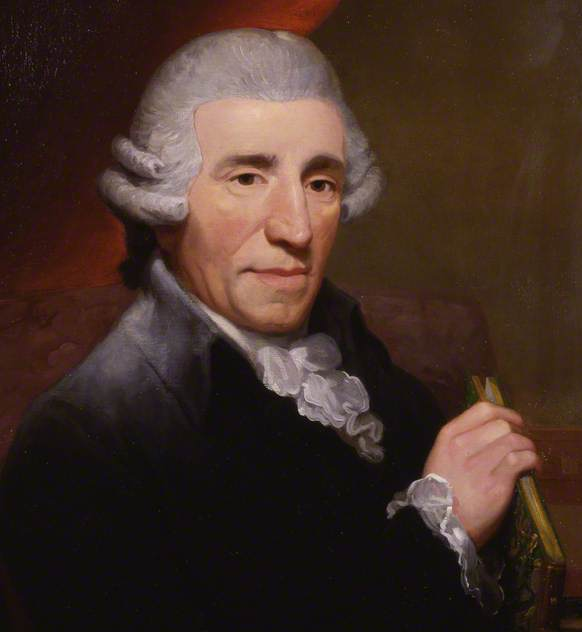
Joseph Haydn portréja, 1792

Thomas Hardy Joseph Haydn zeneszerző híres portréjáról ismert, amely jelenleg a Royal College of Musicban van kifüggesztve. A későbbi metszetet, amelyet szintén Hardy készített, és Bland adott ki, széles körben reprodukálták és másolták, amióta először, 1792 elején megjelent. Muzio Clementi zeneszerző és zongoraművész portréjáról is ismert, amelyet 1794. október 31-én tett közzé a londoni John Bland 45. sz. Holborn zeneműkiadó, amely jelenleg a British Museumban látható.
Thomas Hardy megfestette Johann Peter Salomon, Ignaz Pleyel, Wilhelm Cramer, Samuel Arnold és William Shield portréját is (utóbbit John Bland brit zeneműkiadó egyik üzleti utódjának, Francis Linley-nak a megbízására). Hardy közülük négyet állított ki a Királyi Akadémián: Joseph Haydnét és Johann Peter Salomonét, 1792-ben, Wilhelm Cramerét, 1794-ben és Samuel Arnoldét, 1796-ban. Cramer-portréja a londoni Nemzeti Portré Galériában, Joseph Haydn, Johann Peter Salomon és William Shield arcképei a Királyi Zeneművészeti Főiskolán vannak kiállítva.

### Vita
Thomas Hardy halálának időpontja eddig bizonytalan volt, de az 1804. októberi Gentleman's Magazine azt állítja, hogy „hosszú betegség után” halt meg, az év szeptember 14-én. Rejtély volt az élete, mielőtt részt vett a Királyi Művészeti Akadémia Iskoláiban. Joseph Farington (1747–1821) topográfus művész naplójában az szerepel, hogy Hardy Derbyshire ben született, és Wright of Derbynél tanult. Hozzáteszi, hogy „47 éves korában halt meg az Akadémián szerzett megfázás következtében, miközben Lawrence-nek festette a Király és Királynő portrjának másolatait", ami összhangban áll a Gentleman's Magazine közleményével.

## Azonos nevű festő
Thomas Hardy festőművészt időnként összetévesztették egy másik Thomas Hardyval: az 1752–1832 között élt cipészművésszel, radikálissal és a Londoni Levelező Társaság alapítójával. Ő festette meg John Horne Tooke politikust, akit Hardyval hoztak rokoni kapcsolatba, utóbbi kettőt pedig hazaárulás miatt állították bíróság elé, 1794-ben.

## Fordítás
- Ez a szócikk részben vagy egészben  a   Thomas Hardy (English painter) című angol Wikipédia-szócikk ezen változatának fordításán alapul.  Az eredeti cikk szerkesztőit annak laptörténete sorolja fel. Ez a jelzés csupán a megfogalmazás eredetét és a szerzői jogokat jelzi, nem szolgál a cikkben szereplő információk forrásmegjelöléseként.